# Podprogram
Podprogram (inaczej funkcja lub procedura) – termin związany z programowaniem proceduralnym.
Podprogram to wydzielona część programu wykonująca jakieś operacje, możliwa do wykonania podczas wykonywania programu. Podprogramy stosuje się, aby uprościć program główny i zwiększyć czytelność kodu.

## Rodzaje podprogramów
W pewnych językach programowania dzieli się podprogramy na funkcje i procedury:
- Funkcja ma wykonywać obliczenia i zwracać jakąś wartość, nie powinna natomiast mieć żadnego innego wpływu na działanie programu (np. funkcja obliczająca pierwiastek kwadratowy)
- Procedura natomiast nie zwraca żadnej wartości, zamiast tego wykonuje pewne działania (np. procedura czyszcząca ekran)

Przez zwracanie wartości należy rozumieć możliwość użycia wywołania funkcji wewnątrz wyrażenia. Procedury często też zwracają wartości, ale poprzez odpowiednie parametry.
Podział ten występuje w językach takich jak Pascal i Ada. W pozostałych językach (m.in. w C i C++) nie ma już takiego rozróżnienia i funkcją jest każdy podprogram, niezależnie od tego czy zwraca jakieś wartości i czy ma wpływ na program.
Oprócz powyższego podziału, wyróżnić także należy podprogram główny, tj. taki od którego rozpoczyna się wykonywanie skompilowanego programu. W językach programowania zastosowano zasadniczo kilka różnych rozwiązań. Albo zdefiniowana jest w składni odrębna jednostka (np. program w Pascalu), albo stosuje się specjalną frazę, dyrektywę języka, informującą aby program łączący dany podprogram wybrał jako podprogram główny (np. OPTIONS(MAIN) w języku PL/1). W języku C i pokrewnych definiuje się zwykłą funkcję lecz o specjalnym identyfikatorze main.

## Podprogramy wewnętrzne
Różne języki programowania umożliwiają także definiowanie podprogramów wewnętrznych, tzn. podprogramu w innym podprogramie nadrzędnym. Do takich języków należą między innymi Pascal, PL/1 i inne. Nie ma takich możliwości np. w języku C.
```
  
procedure
 
z
;

    
procedure
 
w1
;

    
begin

      
...

    
end
;

    
procedure
 
w2
;

    
begin

      
...

    
end
;

  
begin

    
...

    
w1
;

    
...

    
w2
;

    
...

  
end
;

```

## Terminologia dotycząca podprogramów
Twórcy języków programowania stosują różne terminologie i oznaczenia podprogramów:
- w wielu językach programowania, a szczególnie tych, w których występuje tylko jeden rodzaj podprogramu, np. tylko funkcje, nie ma specjalnego oznaczenia (słowa kluczowego) podprogramu, przykładem jest język C[3][4][5] i C++[5],
- procedury:
  - PROCEDURE, np. Pascal[1][2], Ada, Algol, PL/1 (możliwość stosowania skrótu PROC)[6][7], PROC – Comal[8],
  - SUBROUTINE, np. Fortran, lub w skróconej postaci SUB, np. Basic i Visual Basic,
  - PART, np. Jean[9][10], JOSS, (oznaczenie podprogramu PART stosuje się przy wywoływaniu podprogramu ale nie stosuje się do jego definiowania),
  - PERFORM, np. Cobol,
- funkcje:
  - FUNCTION, np. Pascal[1][2], Ada, Visual Basic i inne,
  - PROCEDURE … RETURNS(typ) – PL/1[6][7], typ PROCEDURE – Algol.

## Identyfikacja podprogramu
Podprogram może być identyfikowany:
- przez nazwę – identyfikator przypisany do podprogramu w jego deklaracji
jest to najczęściej spotykany przypadek w językach wysokiego poziomu
języki programowania: Ada, C[3][4][5], C++[5], COMAL[8], Clipper[11], Forth[8][12][13], Icon[14], Logo, Modula-2[15], Pascal[1][2], Simula 67, PL/1[6][7], PL/M[16][17], Visual Basic
- przez etykietę
języki programowania: Basic, Visual Basic,
- przez liczbę – literał całkowity
języki programowania: Basic, Visual Basic, Jean[9][10], JOSS
- przez adres/referencję
w językach wysokiego poziomu takie wskaźniki do podprogramów przechowywane są w zmiennych typu proceduralnego/funkcyjnego lub wskaźnikowego

## Współprogramy
Współprogramy to procedury wykonywane w taki sposób, że sterowanie może zostać przekazywane pomiędzy nimi wielokrotnie, przy czym wywołanie danego współprogramu powoduje wykonywanie instrukcji od miejsca ostatniego przerwania wykonania (ostatniego punktu wyjścia), a nie od początku.
Współprogramy często występują parami i stanowią dwa „równorzędne” podprogramy.

## Rodziny podprogramów
Istnieją języki programowania, w których można definiować całą rodzinę podprogramów z jednakową nazwą dla wywołania różnych podprogramów. Do takich języków należą PL/1 i Ada. Nowsze języki umożliwiają zastosowanie takiego mechanizmu poprzez dopuszczenie przeciążenia nazw.
Przykład w PL/1:
```
 DCL A GENERIC (PR1 WHEN(FLOAT),
                PR2 WHEN(CHAR),
                PR3 WHEN(FLOAT, CHAR),
                PR4 WHEN(LABEL));
```

W powyższym przykładzie wywołanie procedury A spowoduje w rzeczywistości wywołanie jednej z procedur PR1 .. PR4 w zależności od argumentów wywołania procedury A.

## Metody wywołania podprogramu
Wartościową cechą podprogramu jest możliwość wielokrotnego jego wywołania. Wywołanie podprogramu może być:
- funkcyjne – w wyrażeniu, do którego podprogram zwraca obliczoną wartość,
  - poprzez nazwę z listą argumentów, np. A=B+Func(C); lub
  - wielokrotne (zagłębione), np. L=Trim(Copy(Delete(‘ Ala ‘,3,1),3));

oczywiście taka forma wywołania dotyczy tylko podprogramów mających cechy funkcji, tzn. zwracających wartość,
- proceduralne (instrukcja wywołania):
  - poprzez nazwę z listą argumentów, np. Proc(A, 5); – m.in. Pascal[1][2],
  - po słowie kluczowym,
    - CALL Proc(A, 5); – PL/1[6][7], Visual Basic,
    - EXEC Proc(A, 5) – Comal[8],

  - inne:
    - Basic: 10 GOSUB 50
    - Jean[9][10], JOSS: 1.2 DO PART 3

Konkretne implementacje języków często dopuszczają wywołanie funkcji w postaci proceduralnej, tzn. poza wyrażeniami. W tym przypadku zwracana przez podprogram wartość jest ignorowana – np. jest tak w Borland Pascalu.

## Komunikacja podprogramu z otoczeniem
Podprogram jako samodzielna, wydzielona część algorytmu, zazwyczaj (z wyjątkiem prostych operacji, np. czyszczenie ekranu) musi komunikować się z otoczeniem. Taką komunikację realizuje się za pomocą:
- zmiennych globalnych,
- argumentów (parametrów aktualnych), przypisywanych zdefiniowanym w podprogramie parametrom (parametrom formalnym),
- rezultatów funkcji (wartości zwracanych do miejsca wywołania),
- pól obiektu (dla metod danego obiektu),
- wyjątków,
- i innych, rzadko stosowanych lub nie zalecanych, jak np.:
  - obszarów wspólnych (nakładanych np. COMMON),
  - zmiennych nakładanych (np. absolute)

## Podprogramy w językach programowania

### Podprogram w asemblerze
W asemblerze podprogram to wydzielona część kodu, do którego przy wywołaniu wykonuje się skok z odłożeniem adresu powrotu na stos, ewentualnie skok bezwarunkowy, a argumenty wywołania są albo odkładane na stos albo umieszczane bezpośrednio w rejestrach. Wartość wynikowa zwracana jest najczęściej w wyznaczonym rejestrze procesora – np. eax dla procesorów zgodnych z architekturą i386.
(składnia intelowska)
```
 
call
 
podprogram
   
; wywołanie podprogramu

 
; ...

 
podprogram:
       
; instrukcje podprogramu

   
mov
 
eax
,
 
10
h

   
mov
 
ebx
,
 
34
h

   
int
 
21
h

 
ret
               
; powrót funkcji

```

### Podprogram w języku BASIC
W języku BASIC (wersje wczesne na komputery 8-bitowe) podprogramem jest ciąg instrukcji rozpoczynający się od wiersza o określonym numerze i zakończony instrukcją RETURN. Wywołanie podprogramu ma formę instrukcji skoku do określonego wiersza. Innym rodzajem podprogramu w Basicu jest definicja funkcji w formie wyłącznie prostego wyrażenia zawartego w jednej linii programu. W późniejszych wersjach Basicu wprowadzono definiowanie parametryzowanych podprogramów (SUB).
```
  
10
 
DEF
 
SUM
(
X
,
Y
)
=
X
+
Y

  
20
 
GOSUB
 
50

  
30
 
PRINT
 
"WYNIK: "
,
 
A

  
40
 
END

  
50
 
A
=
SUM
(
1
,
2
)

  
60
 
RETURN

```

### Podprogram w języku C
Podprogram w języku C:
```
 
<
typ
>
 
funkcja
(
 
[
 
<
lista
-
parametrow
-
formalnych
>
 
]
 
)

 
{

    
// instrukcje do wykonania (ciało funkcji)

    
return
 
(
/* wyrażenie */
);

 
}

 
/* Deklaracja procedury w jęz. C */

 
void
 
funkcja
(
 
[
 
<
lista
-
parametrow
-
formalnych
>
 
]
 
)

 
{

    
// instrukcje do wykonania (ciało funkcji)

 
}

```

### Podprogram w języku C#
Podprogram w języku C#:
```
class
 
klasa

{

 
[public/protected/private/internal]
 
[
static
/
virtual
/
override
]
 
[
unsafe
]
 
<
typ
>
 
metoda
(
 
parametry
 
)

 
{

    
//ciało metody

    
return
 
/* wyrażenie */
;

 
}

//metoda zwracająca 'nic' [void] , bezparametrowa

 
[public/protected/private/internal]
 
[
static
/
virtual
/
override
]
 
[
unsafe
]
 
void
 
metoda
()

 
{

    
//ciało metody

 
}

}

```

### Podprogram w języku Clipper
Podprogram w języku Clipper:
```
 [
STATIC
] 
FUNCTION
 
identyfikator
([
parametry
])
   [
deklaracje lokalne
]
   
instrukcje

 
RETURN
 
wyrażenie
```

```
 [
STATIC
] 
PROCEDURE
 
identyfikator
([
parametry
])
   [
deklaracje lokalne
]
   
instrukcje

 
RETURN
```

```
 * 
blok kodu'

 * 
który traktowany jest także jak 
typ danej

 
{|
[
lista_parametrów
]
|
wyrażenie_1
[
, 
wyrażenie_2
[
, ... 
[
,wyrażenie_n
]]]
}
```

### Podprogram w języku Comal
Podprogram w języku Comal:
```
xx
 
PROC
 
nazwa
(
parametry
)

    
instrukcje

yy
 
ENDPROC
 
nazwa

```

gdzie xx i yy to numery wierszy.
Wywołanie:
```
zz
 
EXEC
 
nazwa
(
argumenty
)

```

### Podprogram w języku Forth
Również charakterystyczna składnia języka Forth wyróżnia postać podprogramu w tym języku na tle innych języków programowania. W języku Forth definiujemy słowa. Słowo może być podprogramem do którego argumenty przekazywane są za pośrednictwem stosu (ale słowo może też być zmienną, stałą, nazwą słownika itd.). W poniższym przykładzie definiowany jest trywialny przykład podprogramu POW_3 w języku Forth, który powoduje podniesienie do 3 potęgi argumentu. Jak widać argument (liczba 5) podawany jest przed wywołaniem podprogramu – umieszczony zostaje na stosie – na którym Forth wykonuje operacje: w tym przypadku dwukrotne skopiowanie argumentu i dwukrotne mnożenie. Napis w nawiasie jest komentarzem. Wynik operacji również zostaje umieszczony na stosie i może być wykorzystany do dalszych obliczeń lub zapamiętany w zmiennej.
```
( POW_3, a -- b )

:
 
POW_3
 
DUP
 
DUP
 
*
 
*
 
;

5
 
POW_3

```

### Podprogram w języku Fortran 77
Rodzaje podprogramów w języku Fortran 77:
- funkcje wewnętrzne (wbudowane)
- funkcje lokalne, zdefiniowane w jednej instrukcji

```
 identyfikator([parametry])=
wyrażenie
```

- podprogramy zewnętrzne
  - procedury

```
  
SUBROUTINE 
identyfikator
(
parametry
)

    
[
deklaracje
]

    
instrukcje

  
END

```

- - funkcje

```
  
type FUNCTION 
identyfikator
([
parametry
])

    
[
deklaracje
]

    
instrukcje

  
END

```

### Podprogram w języku Java
W Javie podprogramy są metodami klas.
```
 
class
 
Nazwa
 
{

   
...

   
[
public
 
|
 
protected
 
|
 
private
]
 
[
native
]
 
[
static
]
 
[
synchronized
]
 
type
 
name
 
(
 
type1
 
arg1
,
 
type2
 
arg2
 
){

     
...

   
}

   
...

 
}

```

### Podprogram w języku JavaScript
Podprogram w języku JavaScript:
```
function
 
Nazwa
(
parametr1
,
 
parametr2
,
 
parametr3
)

{

  
// instrukcje do wykonania (ciało funkcji)

  
return
 
parametr1
;
 
// zwrócenie wartości

}

```

### Podprogram w języku Jean (oraz JOSS)
W języku Jean (oraz JOSS) każda instrukcja poprzedzona jest etykietą składającą się z dwóch części (liczby całkowite): PART.STEP. Wszystkie instrukcja poprzedzone jednakową etykietą PART tworzą bezparametrową procedurę.
```
1.1 DEMAND N
1.2 DEMAND A(I) FOR I=1(1)N
1.3 SET T=0
1.4 LET SUM(A,B)=A+B
1.5 DO PART 2 FOR I=1(1)N
1.6 TYPE T
2.1 SET T=SUM(T,A(I)) IF A(I)>0
2.2 SET T=T+1
DO PART 1
```

Tak jak podprogram można również użyć pojedynczej instrukcji poprzez wywołanie o postaci:
```
1.7 DO STEP 1.1
```

Ponadto w języku Jean można definiować funkcje w postaci prostych wyrażeń (podobnie jak w języku Basic):
```
4.1 LET SINX(X,A)=X+SIN(A)
```

### Podprogram w języku Logo
Podprogram w języku Logo:
- Procedura:

```
 to 
square
 :side
 repeat 4 [fd :side rt 90]
 end
```

- Zmienna z listą poleceń:

```
 make "inst [fd 40 rt 90]
 run :inst
```

### Podprogram w języku MCPL
Podprogram w języku MCPL:
```
  FUN ''name''
    : [P, …, Pn] => ''Clist''
   [: …
    : P, …, Pxn => ''Clist-x'']
.

  MATH | EVERY [(''args'')]
     : P, …, Pn => ''Clist''
    [: …
     : P, …, Pxn => ''Clist-x'']
.

```

Język posiada także mechanizmy umożliwiające definiowanie korutyn.

### Podprogram w języku Modula 2
Podprogram w języku Modula-2:
```
  
PROCEDURE
 
nazwa
([
lista_paramert
ó
w
])

    
deklaracje
 
lokalne

  
BEGIN

    
instrukcje

  
END
 
nazwa
;

  
PROCEDURE
 
nazwa
([
lista_paramert
ó
w
])
:
 
typ
;

    
deklaracje
 
lokalne

  
BEGIN

    
instrukcje

    
RETURN
 
wyra
ż
enie

  
END
 
nazwa
;

```

### Podprogram w języku Pascal
Podprogram w języku Pascal:
jako procedura:
```
 
procedure
 
Procedura
(
 
{argumenty}
 
)
;

 
begin

    
{ instrukcje do wykonania }

 
end
;

```

jako funkcja:
```
 
function
 
Funkcja
(
 
{argumenty}
 
)
 
:
 
integer
;
 
{ typ wartości funkcji }

 
begin

    
{ instrukcje do wykonania (ciało funkcji) }

 
end
;

```

### Podprogram w języku PHP
Podprogram w języku PHP:
```
 
// definicja podprogramu, w PHP5 możliwe określenie klasy bazowej zmiennej $wejscie

 
function
 
nazwapodprogramu
(
$wejscie
)
 
{

 
// zawartość podprogramu

 
return
 
$wyjscie
;
 
// zwrócenie wartości

 
}
 
// koniec podprogramu

```

### Podprogram w języku PL/1
W języku PL/1 podprogram definiowany jest w postaci procedury. Podobnie jak danym, procedurom nadaje się różne atrybuty, wśród których można użyć frazy RETURNS(typ), która nadaje procedurze właściwości funkcji określając równocześnie typ zwracanej wartości.
Charakterystyczną cechę podprogramu w PL/1 jest to, że oprócz – występującej w większości języków programowania – możliwości zdefiniowania wielu punktów wyjść podprogramu (instrukcja RETURN i END), istnieje możliwość wyspecyfikowania wielu punktów wejść (zwanych w nomenklaturze PL/1 ingresjami) do podprogramu i to z różnymi parametrami i atrybutami (podobne możliwości wprowadzono w Fortranie IV).
```
 /* ingresja główna – początek procedury */
 nazwa: PROC (parametry) opcje i atrybuty;
	deklaracje
	instrukcje
	…
	/* ingresja poboczna – kolejny punkt wejścia do procedury */
	nazwa_1: ENTRY (parametry) opcje i atrybuty;
	deklaracje
	instrukcje
	…
	/* ingresja poboczna – kolejny punkt wejścia do procedury */
	nazwa_n: ENTRY (parametry) opcje i atrybuty;
	deklaracje
	instrukcje
	…
 END [nazwa];
```

### Podprogram w języku Prolog
Podprogram w języku Prolog (Turbo Prolog) ma charakterystyczną postać, wynikającą z właściwości tego języka logiki. Nagłówek podprogramu deklarowany jest w sekcji PREDICATES, natomiast definicja podprogramu znajduje się w sekcji CLAUSES i może składać się z wielu faktów i reguł. Podprogram w tym języku jest więc zawsze predykatem, nawet jeśli ma on charakter czysto operacyjny (np. instrukcje wejścia-wyjścia, graficzne itp.).
Przykład:
```
  
PREDICATES

    
rodzic
(
symbol
,
 
symbol
)

    
ojciec
(
symbol
,
 
symbol
)

    
…

  
CLAUSES

    
rodzic
(
Adam
,
 
Janusz
).

    
rodzic
(
Adam
,
 
Katarzyna
).

    
rodzic
(
Anna
,
 
Piotr
).

    
…

    
ojciec
(
Przodek
,
 
Potomek
)
 
:-
 
rodzic
(
Przodek
,
 
Potomek
),
 
mężczyzna
(
Przodek
).

    
…

```

### Podprogram w języku Python
Podprogram w Pythonie nazywany jest funkcją. Przykład (wcięcia są istotne, ze względu na specyfikę składni języka):
```
 
def
 
funkcja
(
parametr_pozycyjny
,
*
nienazwane_parametry
,
**
nazwane_parametry
):

       
„
Łańcuch
 
dokumentacji
 
opisujący
 
działania
 
funkcji
”

       
print
 
nienazwane_parametry

       
print
 
nazwane_parametry

       
return
 
parametr_pozycyjny

```

Możliwe wywołanie (argumenty nienazwane muszą się znaleźć przed nazwanymi):
```
 
print
 
funkcja
(
"Hello World!"
,
123
,
None
,
argument
=
"wartosc"
)

```

...i jego rezultat:
```
(123,None)
{'argument': 'wartosc'}
Hello World!
```

Gdy funkcja jest definiowana jako metoda obiektu, pierwszym parametrem zawsze jest ten obiekt (tradycyjnie nazywany self, jednak język tego nie wymaga).

### Podprogram w języku S
- procedura:

```
 Sub 
nazwa
(
parametry
)
 
deklaracje

 Enter
   
instrukcje

 Leave
```

- funkcja:

```
 Def 
nazwa
(
parametry
) as 
typ

 
deklaracje

 Enter
   
instrukcje

 Leave
```

### Podprogram w języku Snobol
Podprogram w języku Snobol:
```
  
*
 
FUNKCJA
 
ODWRACAJĄCA
 
KOLEJNOŚĆ

  
*
 
ZNAKÓW
 
W
 
NAPISIE

        
DEFINE
(
'REV(X)C'
)
 
:(
K.REV
)

  
REV
   
X
 
LEN
(
1
)
.
C
=
       
:
F
(
RETURN
)

        
REV
=
REV
(
X
)
 
C
      
:(
RETURN
)

  
K.REV

```

### Podprogram w języku Visual Basic
Podprogram w języku Visual Basic:
```
  
[
Public
 
|
 
Private
]
 
[
Static
]
 
Function
 
nazwa
(
[
lista_parametrów
]
)
 
[
As
 
typ
]

  
instrukcje

  
…

  
[
nazwa
=
wyrażenie
]

  
…

  
[
Exit
 
Function
]

  
…

  
End
 
Function

  
[
Public
 
|
 
Private
]
 
[
Static
]
 
Sub
 
nazwa
(
[
lista_parametrów
]
)

  
instrukcje

  
…

  
[
Exit
 
Sub
]

  
…

  
End
 
Sub

```